# 南国交通出水営業所
南国交通出水営業所（なんごくこうつういずみえいぎょうしょ）は、鹿児島県出水市昭和町にある南国交通の営業所。

## 概要
- 阿久根・出水・宮之城 - 鹿児島空港間の「エアポートシャトル」や「出水・天草ロマンシャトルバス」、「出水ふれあいバス」に加え、出水地区（出水市・阿久根市（一部地域を除く）・出水郡長島町）および熊本県水俣市の一般路線を担当している。また営業所には待合室が併設されている。
- 南国交通観光の営業所も併設されており、貸切用の観光バスも数台駐在している。

## 現行路線
- 阿久根・出水・宮之城 - 鹿児島空港間の鹿児島空港連絡バス「エアポートシャトル」については当該記事を参照。
- 旧高尾野町、野田町を含む出水市内のローカル線についてはほとんどが出水ふれあいバスに転換された。出水ふれあいバスについても当該項目を参照。

### 主要路線
- ○印 … 月曜日 - 金曜日（祝日を除く）運行
- △印 … 土日祝運行
- ※印 … 日祝運休
- 斜字…一部便のみ経由

|   | 方面                     | 起点           | 主な経由地 | 終点             | 備考                                                         |
| - | ------------------------ | -------------- | --- | ---------------- | ------------------------------------------------------------ |
|   | 3号線方面                | 佐潟口         | 佐潟口・阿久根駅前・大林・折多校下・餅井・野田駅・高尾野駅・西出水・出水本町・出水駅・出水バスセンター・米ノ津・櫓木（針原）・袋・港町・水俣駅 | 水俣車庫         | 阿久根佐潟口 - 出水駅前、出水バスセンター - 水俣の区間便あり |
| △ | 脇本・だんだん市場前方面 | だんだん市場前 | 黒之瀬戸・山仁田・折口駅・折多校下・餅井・荘・福ノ江・出水総合医療センター・米ノ津・市役所前・出水バスセンター・出水駅                         | 出水駅           | 出水駅行きのみ運行(国道経由)                                 |
| ※ | 脇本・だんだん市場前方面 | だんだん市場前 | 山仁田・宮崎神社前・三笠中前・折田校下 | 鶴翔高校         |                                                              |
|   | 脇本・だんだん市場前方面 | だんだん市場前 | 黒之瀬戸・山仁田・脇本・折口駅・折田校下・大林・鶴翔高校・阿久根駅                                                                             | 佐潟口           |                                                              |
|   | 脇本・だんだん市場前方面 | だんだん市場前 | 黒之瀬戸・山仁田・折口駅・折多校下・餅井・野田駅・高尾野駅・西出水・出水本町・出水バスセンター・出水駅                                         | 総合医療センター | 出水バスセンター始発の区間便あり(県道経由)                   |

### 鹿児島空港連絡バス「エアポートシャトル」
【運行ルート】
鹿児島空港 - 宮之城駅 - 出水駅  - 高尾野駅前  - 野田駅前  - 阿久根駅前 - 阿久根市役所前

### 出水・天草ロマンシャトルバス
【運行ルート】
出水バスセンター - 出水駅 - だんだん市場前 - 蔵之元港

### コミュニティバス
- 出水ふれあいバス
- 長島町コミュニティバス

## 車両
- 路線バスでは中型車と小型車が使われている。
- 以前は前後ドアの車が多く在籍していたが、それらは置き換えられ現在は全て中乗りの車である。
- 中型車では三菱ふそう・エアロミディと日野・レインボー、いすゞ・ジャーニーKといすゞ・エルガミオが、小型車は日野・リエッセが使われている。
- エアポートシャトルは鹿児島市内線から転用されたハイデッカーの大型車が使われている。
- 以前は貸切仕様の中型移籍車も併用されていたが、それらは2021年までに置き換えられた。
- エアポートシャトルの大型車では日野・セレガRと日野・セレガ、三菱ふそう・エアロバスが使われている。

## 車庫
- 出水営業所の他に水俣、阿久根市佐潟口、長島町平尾、山門野に駐在車庫がある。
- この他にふれあいバス用として上場に駐在車庫がある。
- 以前は阿久根市・黒之浜、出水市・野田支所、高尾野、野口、長島町・だんだん市場前にも駐在車庫が存在した。